# أب درة جونك (دشت روم)
أب درة جونك (بالفارسية: آب‌دره جونک) هي قرية تقع في إيران في قسم دشت روم الريفي. يقدر عدد سكانها بـ 82 نسمة .